# Ніккі Гейлі
Німарата Ніккі Гейлі (англ. Nimarata Nikki Haley; нар. 20 січня 1972, Бамберг, Південна Кароліна) — американська політична діячка. 116-й губернатор Південної Кароліни з 2011 до 2017 року, член Республіканської партії. 29-та Постійна представниця США при ООН (2017-2018 рр.). Перша американка індійського походження, яка працювала в президентському кабінеті.
Вона була кандидатом на президентських праймеріз Республіканської партії 2024 року (оголосила про участь у президентських виборах 2024 року 14 лютого 2023 року) і була основним конкурентом Дональда Трампа в праймеріз.
Після перемоги на праймеріз у Вашингтоні, округ Колумбія, 3 березня 2024 року, Гейлі стала першою жінкою, яка перемогла в одному з президентських праймеріз Республіканської партії.
Народилася в індійській родині іммігрантів у Південній Кароліні, де її батько викладав біологію у Voorhees College, а мати мала власне підприємство. Перейшла з сикхізму до методизму.
Гейлі вивчилась на бакалавра бухгалтерського обліку в Університеті Клемсона і працювала бухгалтером, перш ніж стала політиком.
Гейлі приєдналася до сімейного бізнесу з виробництва одягу, потім стала скарбником, а згодом президентом Національної асоціації жінок-власниць бізнесу. У 2004 році вона була обрана до Палати представників Південної Кароліни і пробула там три терміни (з 2005 до 2010 року).
У 2010 році, під час свого третього терміну, вона була обрана губернатором Південної Кароліни, перемігши демократа Вінсента Шеїна. Її кандидатуру підтримали Сара Пейлін і Рух Чаювання.
Гейлі стала першою жінкою-губернатором Південної Кароліни і другим губернатором США індійського походження після Боббі Джиндала з Луїзіани. Під час перебування на посаді губернатора вона привернула національну увагу тим, що очолила реакцію штату на стрілянину в церкві Чарльстона у 2015 році.
У січні 2017 року Гейлі подала у відставку з посади губернатора, щоб стати Представником США в Організації Об'єднаних Націй в адміністрації Дональда Трампа. Сенат США затвердив її кандидатуру 96-4 голосами. На посаді Представника в ООН Гейлі відзначилася своєю підтримкою Ізраїлю, захистом виходу адміністрації Трампа з іранської ядерної угоди та Паризької кліматичної угоди, а також виходом США з Ради ООН з прав людини. Вона пішла з посади Представника США в ООН 31 грудня 2018 року.
Гейлі оголосила про свою кампанію на посаду президента США в лютому 2023 року. Після кокусів в Айові Гейлі і Трамп стали єдиними основними кандидатами на республіканських праймеріз. Вона вела кампанію безпосередньо проти Трампа протягом майже двох місяців, перемігши його на праймеріз в окрузі Колумбія і Вермонті, перш ніж призупинити свою кампанію після повної поразки від Трампа в «Супервівторок».

## Життєпис

### Раннє життя та освіта

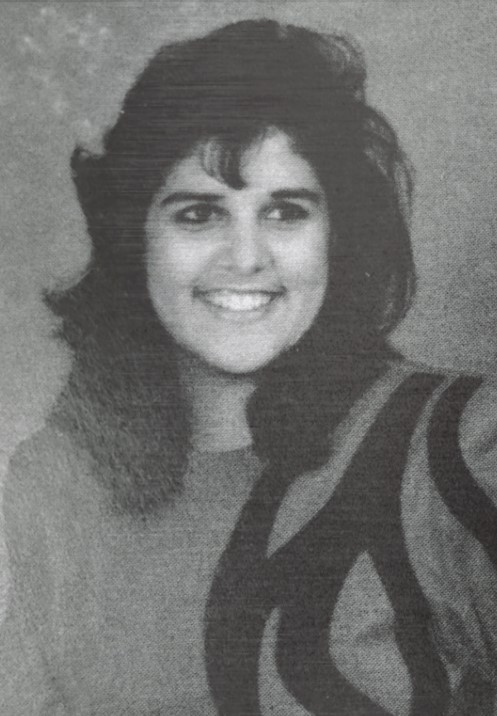
Фотографія Гейлі зі шкільного альбому 1989 року

Німарата Ніккі Гейлі (уроджена Німарата Ніккі Рандгава) народилася в Бамберзі, у Південній Кароліні у сикхській родині іммігрантів з Амрітсара, Пенджаб, Індія. Її батько, доктор Аджіт Сінгх Рандгава, був професором Пенджабського сільськогосподарського університету, а мати, Радж Каур Рандгава, отримала ступінь юриста в Делійському університеті. Вони іммігрували до Канади з індійського округу Амрітсар у штаті Пенджаб в 1964 році після того, як Аджит отримав пропозицію стипендії від Університету Британської Колумбії. Отримавши ступінь доктора філософії в 1969 році, він переїхав із сім'єю до Південної Кароліни, де працював професором біології в коледжі Вурхіз, історично чорному закладі в Денмарку, Південна Кароліна. У 1998 році він пішов з викладацької діяльності. Радж отримала ступінь магістра освіти та сім років викладала в державних школах Бамберга. У травні 1976 року вона відкрила популярний бутик жіночого одягу Exotica International у Західній Колумбії. У 12 років Ніккі Рандхава почала допомагати з бухгалтерією в магазині одягу. У 1993 році Randhawas відкрили The Gentlemen's Quarters, чоловічий аналог Exotica. Магазини закрилися в 2008 році після завершення Радж своєї роботи з мерчандайзингу.
Ніккі має двох братів, Мітті та Чаран, а також сестру Сімран.
Гейлі закінчила приватну середню школу в Оранджбурзі (Південна Кароліна), а згодом — бакалаврат у галузі бухгалтерського обліку в Університеті Клемсона.
Гейлі була відома під своїм середнім ім'ям, Ніккі (пенджабським ім'ям, що означає «маленька») відколи вона народилася.

### Рання кар‘єра
Після коледжу Гейлі працювала в FCR Corporation, компанії з утилізації та переробки відходів, перш ніж приєднатися до сімейного швейного бізнесу як бухгалтера та фінансового директора. Незабаром сімейний бізнес виріс до багатомільйонної компанії.
Після того як вона вийшла заміж за Майкла Гейлі в 1996 році, вона стала активною громадською діяльністю.
У 1998 році вона була призначена до ради директорів Торгово-промислової палати округу Оранджбург. У 2003 році вона була призначена до ради директорів Лексінгтонської торгової палати. У 2003 році Гейлі стала скарбником Національної асоціації жінок-власників бізнесу, а в 2004 році — президентом.
Очолювала заходи в Лексінгтоні зі збору коштів для місцевої лікарні. Гейлі головувала на Лексінгтонській гала-церемі, щоб зібрати кошти для місцевої лікарні. Вона також працювала в Медичній фундації (фонді) Лексінгтона, Фундації шерифа округу Лексінгтон і республіканських жінок Вест Метро. Вона була президентом Національної асоціації жінок-власників бізнесу відділу Південної Кароліни та головою кампанії «Друзі скаутингу» Лідерського відділу 2006 року.

## Політична діяльність

### Палата представників Південної Кароліни (2005—2011)

#### Кампанія
У 2004 році Гейлі була обрана до Палати представників штату Південна Кароліна. Вона стала першою американкою індійського походження, яка обійняла цю посаду в штаті Південна Кароліна. Вона була переобрана в 2006 році, а потім — і у 2008 році, перемігши на виборах демократа Едгара Гомеса з 83 % голосів. Гейлі працювала у комітеті медичних, військових, громадських та муніципальних справ.
Спочатку вона балотувалася, оскільки вважала, що чинний представник штату від Республіканської партії Ларрі Кун, який на той час був найдовшим законодавцем у Палаті штатів Південної Кароліни, не збирався переобиратися. Однак Кун вступив у перегони незадовго до кінцевого терміну подачі документів. Тим не менш, Гейлі залишилася в перегонах.
На первинних виборах Кун отримав 42 відсотки голосів, Гейлі — 40 відсотків, а Девід Перрі — 17 відсотків. Оскільки жоден з кандидатів не отримав більшості голосів (50 відсотків або більше), Гейлі та Кун пройшли до другого туру виборів 22 червня. У другому турі вона перемогла Куна з рахунком 55 % проти 45 %. Після його програшу Кун звинуватив Гейлі в веденні наклепницької кампанії, що вона заперечувала. Вона балотувалася без опору на загальних виборах.
У 2012 році Гейлі приписувала Гілларі Клінтон те, що надихнула її балотуватися на посаду; в інтерв'ю вона сказала:
Причина, по якій я насправді балотувався на посаду, полягає в тому, що Гілларі Клінтон… Вона сказала, що коли справа доходить до жінок, які балотуються на посаду, тоді всі будуть говорити вам, чому вам не слід, але це всі причини, чому нам потрібно, щоб ви зробили це, і я вийшла звідти, думаючи: «Ось і все. Я балотуюся»."
Гейлі висловлювалась проти абортів і послідовно голосувала за законопроєкти, що обмежують аборти і захищають права майбутньої дитини. Гейлі вважає, що кошти, виділені на державну освіту, можуть бути використані ефективніше. Вона запропонувала план, за яким зарплата вчителя буде визначатися не тільки стажем і кваліфікацією, а й продуктивністю праці. Їх кваліфікаційний рейтинг буде визначатися оцінками і звітами керівників, учнів і батьків. Гейлі також виступає за зниження податків і за обов'язкове використання посвідчення особи з фотографією на виборах.
14 травня 2009 року Гейлі оголосила, що буде балотуватися на пост губернатора штату. 2 листопада 2010 року Гейлі перемогла кандидата від Демократичної партії Вінсента Шихіна на губернаторських виборах у Південній Кароліні, набравши 51 % голосів проти 47 % свого суперника.
Була переобрана 4 листопада 2014 року на Губернаторських виборах в Південній Кароліні, набравши 55,9 % голосів виборців проти 41,4 % у суперника — демократа Вінсента Шихіна.

#### Законодавча та політична діяльність
Гейлі була обрана головою кокусу новачків («першорічок») у 2005 році та партійним організатором фракції більшості в Генеральній асамблеї Південної Кароліни. Вона була єдиним законодавцем-новачком, якого на той час обрали партійним організатором.
Однією із заявлених цілей Гейлі було зниження податків. Вона тричі голосувала проти запропонованого податку на сигарети. Вона проголосувала за законопроект, який підвищив податки з продажу з п'яти центів за долар до шести центів за долар, звільнив податок з продажу необроблених харчових продуктів, таких як консерви, і звільнив податок на майно «житлової нерухомості», за винятком податків з суми, яку власник майна повинен сплатити позикодавцеві. У 2005 році губернатор Марк Сенфорд назвав Гейлі «Героєм платників податків», а в 2009 році — «Другом платників податків» Асоціацією платників податків Південної Кароліни.
Гейлі запровадила план, згідно з яким зарплата вчителів базуватиметься не лише на стажі та кваліфікації, але й на результатах роботи, що визначається оцінками та звітами директорів, учнів та батьків. Вона підтримує вибір школи та чартерні школи. Гейлі також підтримує заборону законодавцям отримувати законодавчі пенсії під час перебування на посаді. Вона вважає, що такі пенсії повинні базуватися лише на законодавчій зарплаті в 10 400 доларів США замість зарплати плюс 12 000 доларів США на річні витрати.
Гейлі заявила, що, будучи дочкою іммігрантів, вона вважає, що імміграційні закони повинні виконуватися. Вона проголосувала за закон, який вимагає від роботодавців довести, що новоприйняті співробітники є законними жителями Сполучених Штатів, а також вимагає від усіх іммігрантів постійно мати документи, які підтверджують, що вони легально перебувають у Сполучених Штатах.
Гейлі вважає себе «пролайфером» та підтримує законодавство щодо обмеження абортів. Вона заявила: «Я за життя не тому що мені каже Республіканська партія. Я за життя, тому що всі ми мали досвід того, що означає мати в нашому житті одного з цієї особливої малечі». У 2009 році вона була співавтором законопроекту, який передбачав 24-годинний період очікування для жінок, які бажають зробити аборт після УЗД, також відомий як «період роздумів». Законопроект був прийнятий обома законодавчими палатами в 2010 році і пізніше того ж року був підписаний губернатором Сенфордом.
У 2016 році, як губернатор, Гейлі повторно підписала новий закон штату, який забороняє аборти на 20 тижні вагітності. Вона голосувала за деякі законопроекти, пов'язані з абортами, які були відхилені або розгляд яких був призупинений, включаючи поправку про включення ненародженої дитини/плоду до визначення цивільних позовів, поправку про заборону звільнення з роботи через період очікування на аборт та поправку про звільнення випадків зґвалтування від періоду очікування на аборт. Остання дозволила б жінкам у деяких випадках не чекати 24 години перед абортом.
Як законодавець штату, Гейлі працювала у Комітеті з питань праці, торгівлі та промисловості та Комітеті з медичних, військових, громадських і муніципальних справ. Вона була членом кількох кокусів, включаючи групу «першорічок» у 2005—2006 роках (голова), групу спортсменів і жіночу групу у 2007 році (заступник голови). Вона також входила в оперативну групу з метамфетаміну округу Лексінгтон.

### Губернатор Південної Кароліни (2011—2017)

#### Губернаторські вибори 2010 року

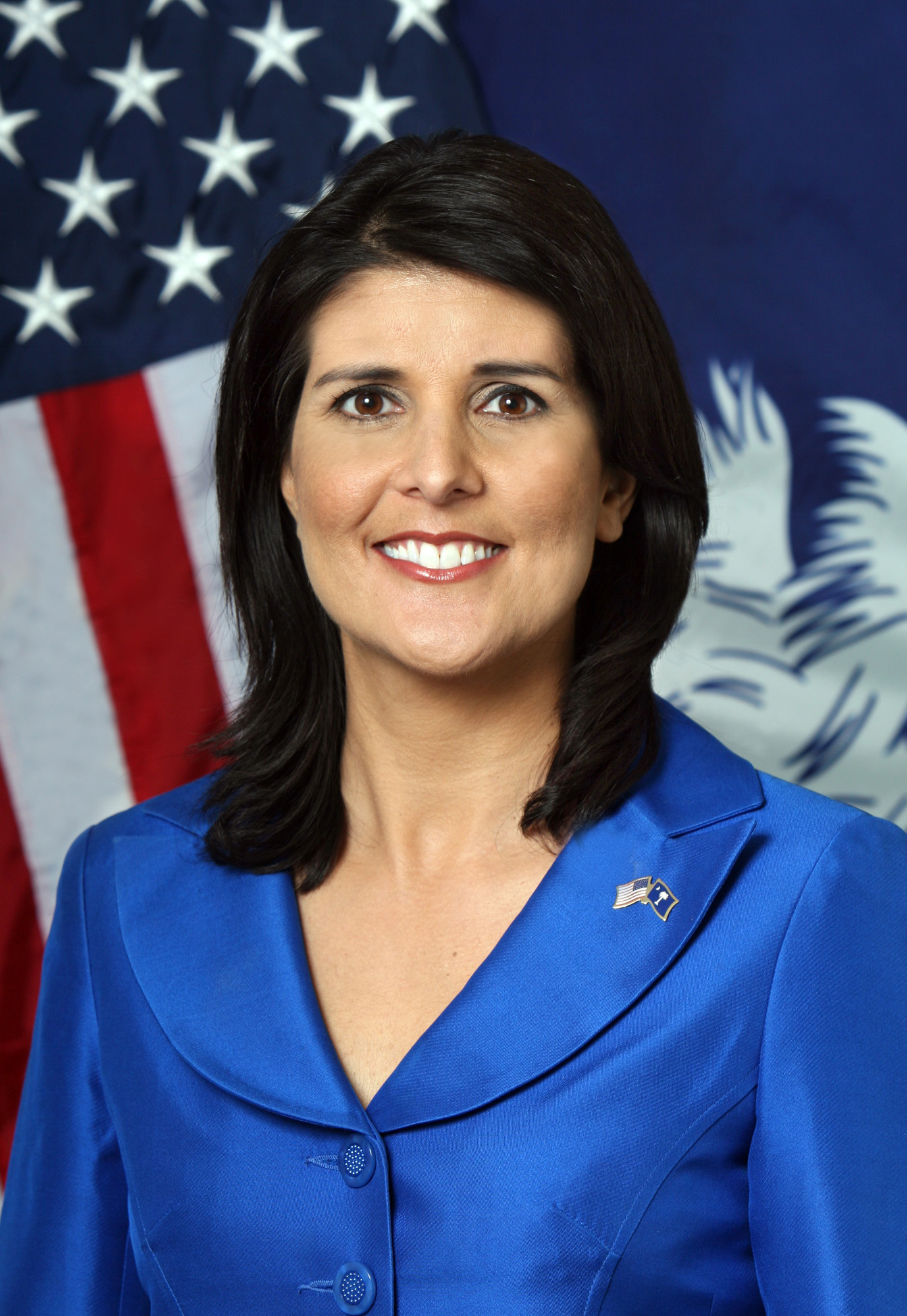
Гейлі в 2010 році (офіційний портрет)

14 травня 2009 року Гейлі оголосила, що балотуватиметься від Республіканської партії на пост губернатора Південної Кароліни на виборах 2010 року. Гейлі переконав балотуватися чинний губернатор і його колега-республіканець Марк Сенфорд. Її підтримали колишній губернатор Массачусетсу Мітт Ромні, а також Дженні Сенфорд, перша леді Південної Кароліни. Гейлі також отримала підтримку колишнього губернатора Аляски Сари Пейлін за три тижні до праймериз. Коли вона отримала підтримку Пейлін, Гейлі відставала від трьох інших кандидатів в опитуваннях.
8 червня 2010 року відбулися первинні вибори (праймериз) губернатора від Республіканської партії, і Гейлі отримала 49 % голосів, що призвело до другого туру виборів 22 червня. У другому турі Гейлі виграла 65 % проти 35 %. Згідно з ABC News, «експерти пояснили перемогу помітною підтримкою Руху чаювання, колишньої першої леді штату Дженні Санфорд і колишнього губернатора Аляски Сари Пейлін — легітимізацію її кандидатури перед обличчям політичного істеблішменту штату, де домінують чоловіки».
Гейлі була обрана губернатором 2 листопада 2010 року, перемігши кандидата від Демократичної партії Вінсента Шехіна, 51 % проти 47 %. Після свого обрання Гейлі стала третьою небілою американкою, обраною губернатором південного штату (першими двома такими губернаторами були Дуглас Уайлдер у Вірджинії та Боббі Джиндал у Луїзіані).

#### Перевибори 2014 року

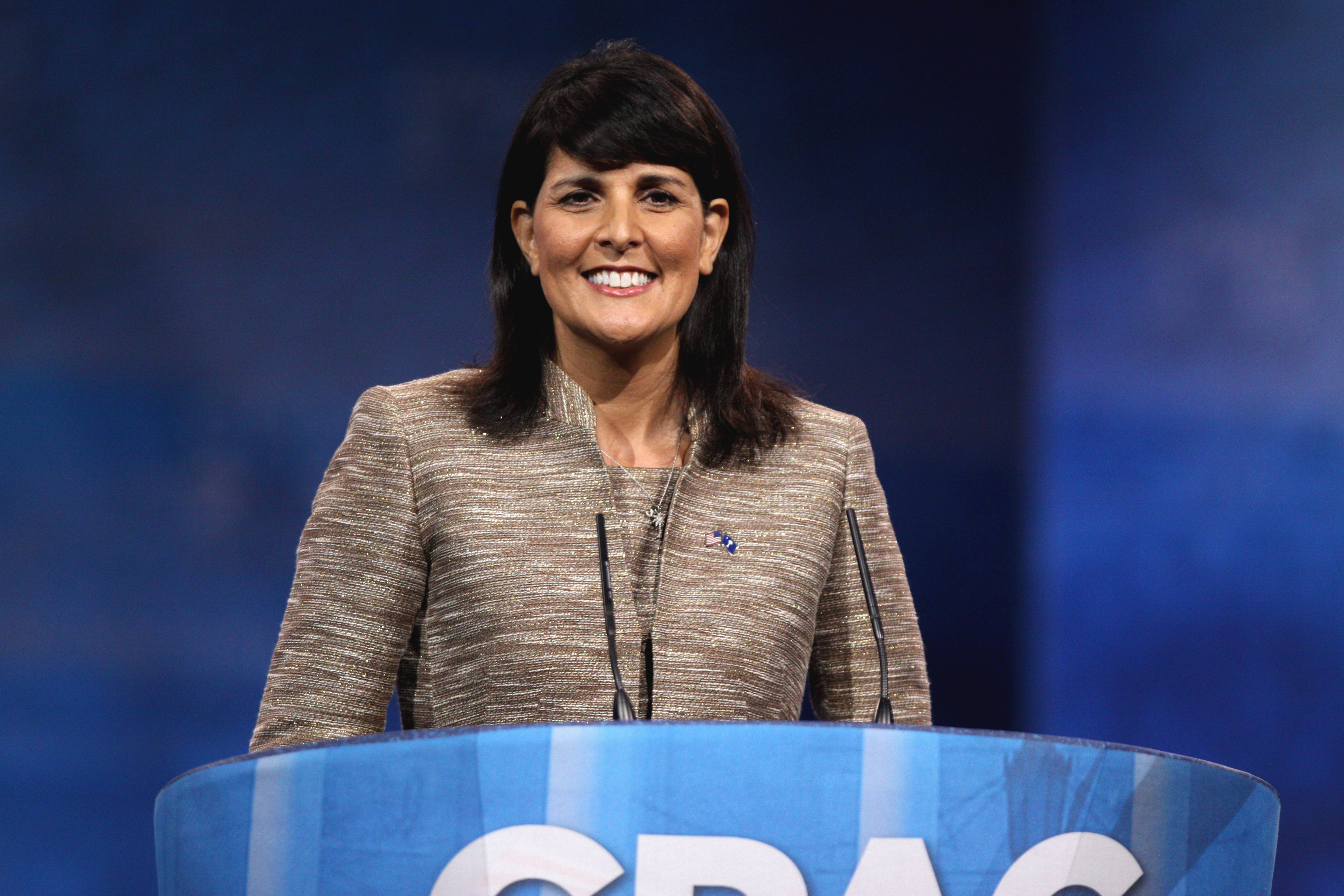
На Конференції політичних дій консерваторів (Conservative Political Action Conference) у Нешнл-Харборі, штат Меріленд, березень 2013

12 серпня 2013 року Гейлі оголосила, що балотуватиметься на другий термін губернатора. На первинних виборах від республіканців вона зіткнулася з викликом від Тома Ервіна, який згодом знявся та знову брав участь у перегонах як незалежний кандидат. Як і в 2010 році, Вінсент Шехін з Демократичної партії балотувався проти Гейлі. Також балотувалися лібертаріанець Стів Френч і кандидат від Об'єднаної громадянської партії Морган Брюс Рівз. П'ять кандидатів дебатували двічі. Через тиждень після других дебатів Ервін знявся з перегонів і підтримав Шехіна.
Гейлі була переобрана 4 листопада 2014 року, перемігши Шехіна, 55,9 % проти 41,3 %.

#### Перебування на посаді
Гейлі зайняла посаду губернатора в січні 2011 року. У 2012 році колишній губернатор Мітт Ромні розглядав її як кандидата на посаду віце-президента. Гейлі сказала, що відхилить будь-яку потенційну пропозицію щодо посади віце-президента.
У червні 2011 року Гейлі підписала імміграційний закон «в стилі Арізони». Багато норм закону були заблоковані федеральними судами, які визнали кілька ключових положень неконституційними.
Під час свого другого терміну Гейлі ворогувала з ветеранами-законодавцями в Генеральній Асамблеї. У 2016 році вона підтримала головного опонента голови Сенату з питань фінансів Х'ю Лезермана. Після перемоги на праймеріз Лезерман заявив, що Гейлі була не просто кульгавою качкою, а «мертвою качкою». Її другий термін на посаді губернатора мав закінчитися 9 січня 2019 року; проте 24 січня 2017 року Гейлі пішла у відставку, щоб стати Представником США в ООН.
12 січня 2016 року Гейлі виступила з офіційною відповіддю республіканців на звернення президента Барака Обами про становище країни у 2016 році.
У 2016 році журнал Time назвав Гейлі однією зі 100 найвпливовіших людей світу.
У січні 2016 року Гейлі згадували як потенційного кандидата на пост віце-президента на президентських виборах 2016 року. 4 травня 2016 року, після того, як Трамп став імовірним кандидатом у президенти, Гейлі заявила, що її не цікавить кандидатура віце-президента.
Чотири віце-губернатори служили під керівництвом Гейлі. Республіканка Гейлі привітала демократа Янсі Макгілл на посаді віце-губернатора після відставки Гленна Ф. Макконнелла. Гейлі спочатку була проти того, щоб демократ був другим заступником губернатора, але вона разом із Сенатом зрештою погодилася.
17 грудня 2012 року Гейлі оголосила, що призначить Тіма Скотта на вакансію, що утворилася внаслідок відставки сенатора Джима Демінта, який раніше оголосив, що піде у відставку з Сенату, щоб стати президентом Heritage Foundation. Після свого призначення Скотт став першим афроамериканським сенатором США від Південної Кароліни.
Гейлі вибрала Скотта з-поміж інших у своєму фінальному списку кандидатів, включаючи представника Трея Гоуді, колишнього генерального прокурора Південної Кароліни Генрі МакМастера, колишню першу леді Південної Кароліни Дженні Сенфорд і директора Департаменту охорони здоров'я та контролю за навколишнім середовищем Південної Кароліни Кетрін Темплтон.
У липні 2013 року Державна комісія з питань етики оштрафувала Гейлі на 3500 доларів США та отримала «публічне попередження» за те, що вона не повідомила адреси восьми донорів під час своєї кампанії на посаду губернатора 2010 року.
У серпні 2013 року Гейлі підписала наказ про екстрадицію Дастена Брауна з метою доставки до Південної Кароліни у справі «Прийомна пара проти дівчинки-немовля».

#### Губернаторська політика
Ставши губернатором, Гейлі призначила Боббі Хітта міністром торгівлі штату. У своєму зверненні до штату та в інших промовах вона рекламувала економічне зростання Південної Кароліни й низький рівень безробіття та закликала підприємства переходити до штату на основі низьких витрат на ведення бізнесу, «лояльної, готової робочої сили», і статус Південної Кароліни як «одного з штатів із найнижчою профспілковою участю в країні».
До червня 2015 року Гейлі підтримувала вивішування прапора Конфедерації на території штату. Відразу після стрілянини в церкві в Чарльстоні Гейлі не зайняла позиції щодо зняття прапора, сказавши: «Я думаю, що будуть обговорення на рівні штату, і ми подивимося, як все обернеться». 22 червня Гейлі закликала зняти прапор Конфедерації з території штату. Вона заявила:
«Ці території [столиця штату] — це місце, частиною якого має почуватися кожен. Тепер я усвідомила, що люди проїжджали повз і відчували кривду й біль. Ніхто не повинен відчувати біль». Гейлі також сказала: «Є місце для цього прапора», але вона додала: «Воно не в місці, яке представляє всіх людей у Південній Кароліні».
У липні 2015 року Гейлі підписала законопроект про дозвіл на зняття прапора Конфедерації з флагштока на території Капітолія Південної Кароліни. У грудні 2019 року вона захистила людей Південної Кароліни, сказавши, що «деякі люди» в Південній Кароліні вважали прапор «служінням, жертовністю та спадком» до того, як прапор використав масовий убивця, прихильник переваги білої раси, Діланн Руф. Що стосується судового процесу над Руфом у штаті, Гейлі закликала прокурорів вимагати для нього смертної кари.

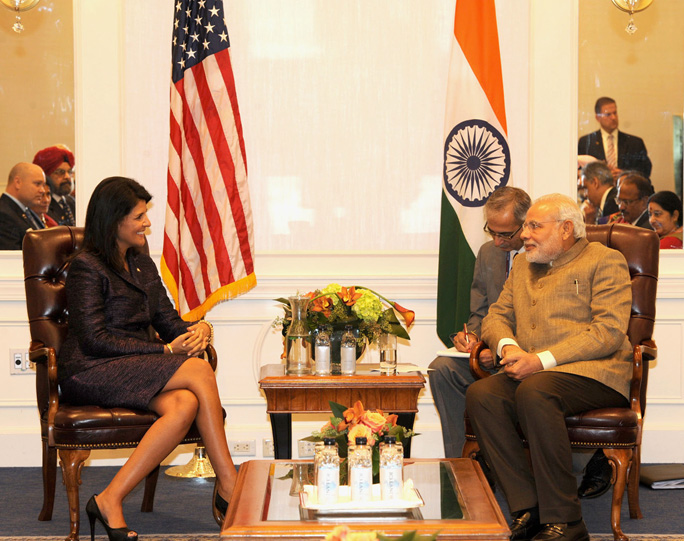
Гейлі та прем'єр-міністр Індії Нарендра Моді в Нью-Йорку 28 вересня 2014 року

У квітні 2016 року Гейлі зазначила, що не підтримає законопроект «про туалетні кімнати» проти транссексуалів, представлений Сенатом штату Південна Кароліна, який вимагатиме від трансгендерів користуватися туалетом відповідно до статі, визначеної при народженні. Гейлі сказала, що закон непотрібний і не вирішить жодної проблеми в штаті.
У 2021 році Гейлі виступила проти виконавчого наказу № 13988 з офіційною назвою «Про запобігання та боротьбу з дискримінацією за ознакою гендерної ідентичності чи сексуальної орієнтації».

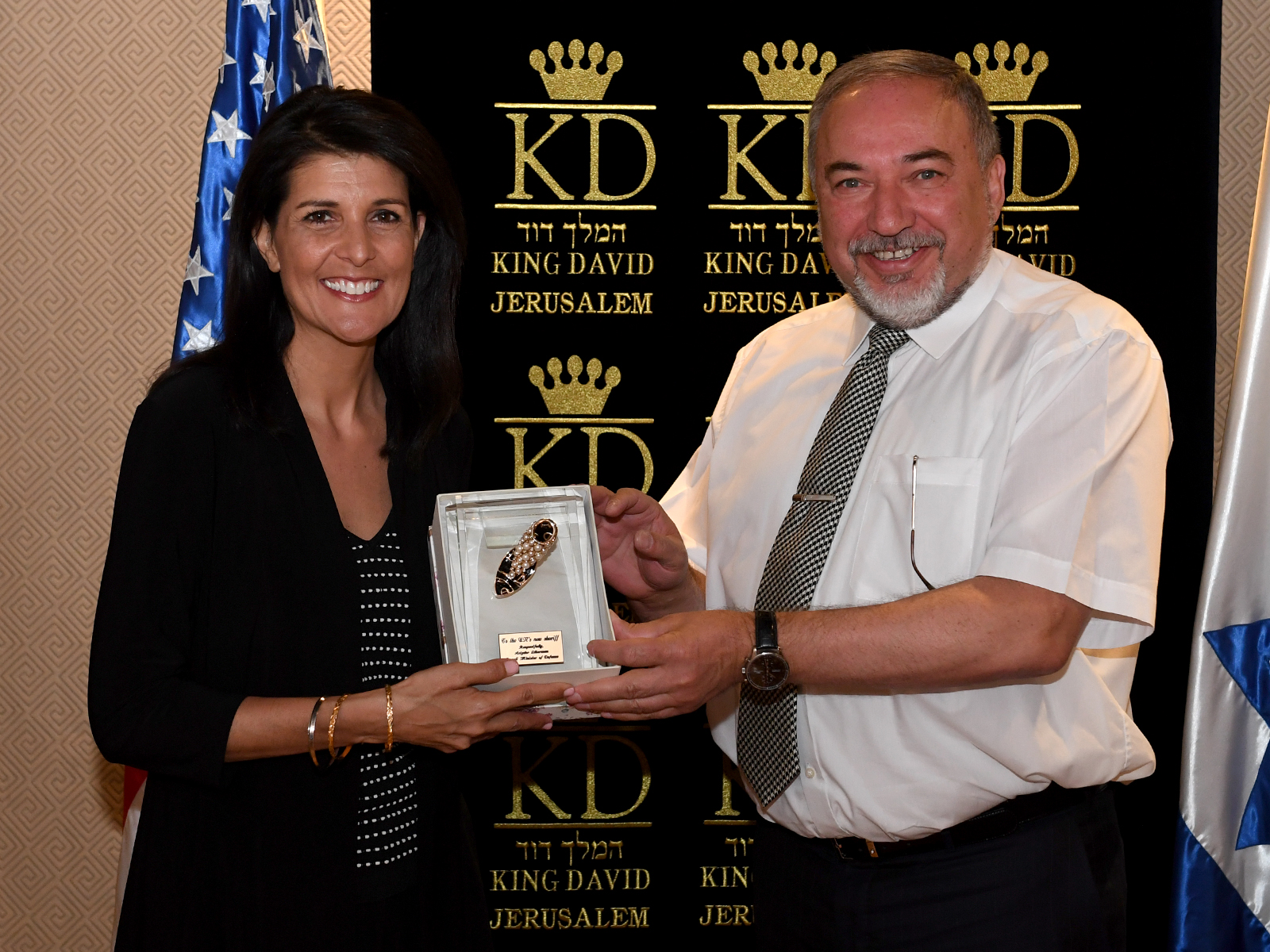
Гейлі з міністром оборони Ізраїлю Авігдором Ліберманом у 2017 році

Сенатор від Південної Кароліни Ліндсі Грем називав Гейлі «рішучою прихильницею Держави Ізраїль». Будучи губернатором, вона підписала закон проти BDS (англ. Boycott, Divestment and Sanctions), щоб зупинити зусилля руху за бойкот, відчуження та санкції проти Ізраїлю. Цей закон був першим у своєму роді на рівні штату. Гейлі також заявила, що «Ще ніколи провальна політика ООН не була більш послідовною і більш обурливою, ніж в упередженому ставленні до нашого близького союзника Ізраїлю».
Гейлі підтримує закони про посвідчення особи виборця з фотографією.

#### Рекорд по вето
Протягом свого губернаторського терміну в 2011—2017 роках Гейлі наклала вето на 50 законопроектів, 24 (48 %) з яких були подолані законодавчими зборами штату.
| Дії законодавчого органу щодо вето | Всього | У відсотках |
| ---------------------------------- | ------ | ----------- |
| Не подолано                        | 17     | 34 %        |
| Подолано                           | 24     | 48 %        |
| Частково подолано                  | 9      | 18 %        |
| Всього вето                        | 50     | –           |

### Представник США в ООН (2018—2019)

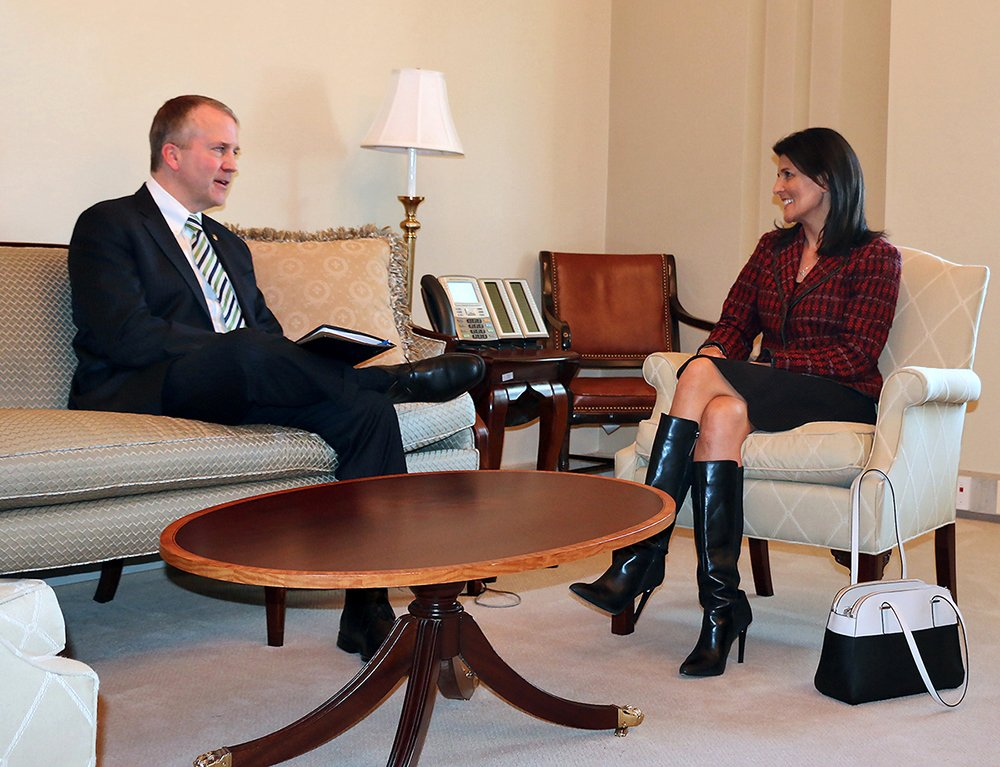
Зустріч Гейлі з сенатором Деном Салліваном незабаром після її призначення на пост посла США в ООН

Сенат США схвалив призначення Ніккі Гейлі президентом Дональдом Трампом на посаду посла Сполучених Штатів в ООН, 24 січня 2017 року вона здобула підтримку 96 зі 100 сенаторів. Її підтримала і більшість сенаторів-демократів, оскільки вона не підтримувала зусилля тодішніх республіканців щодо скорочення фінансування ООН з боку США. Сенатор-демократ Бен Кардін також відзначив, що Гейлі після анексії Криму заявляла, що цей півострів «не є російським», і жорстко висловлювалася на захист суверенітету України".

#### Висування та затвердження
23 листопада 2016 року тодішній новообраний президент Дональд Трамп оголосив про свій намір висунути Гейлі на пост посла в ООН. Після вступу на посаду 20 січня 2017 року Трамп направив кандидатуру Гейлі до Сенату США. Через два дні вона була затверджена 96 проти 4 голосів; чотири сенатори, які голосували проти Гейлі, були незалежні Берні Сандерс (Вермонт) і демократи Мартін Генріх (Нью-Мексико), Том Удалл (Нью-Мексико) і Кріс Кунс (Делавер).
Повідомляється, що Трамп розглядав Гейлі на посаду держсекретаря, але вона відмовилася. Гейлі була першою американкою індійського походження, яка зайняла посаду на рівні кабінету міністрів. Одразу після її затвердження Сенатом США Гейлі пішла у відставку з поста губернатора Південної Кароліни, а губернатором став віце-губернатор Генрі Макмастер.

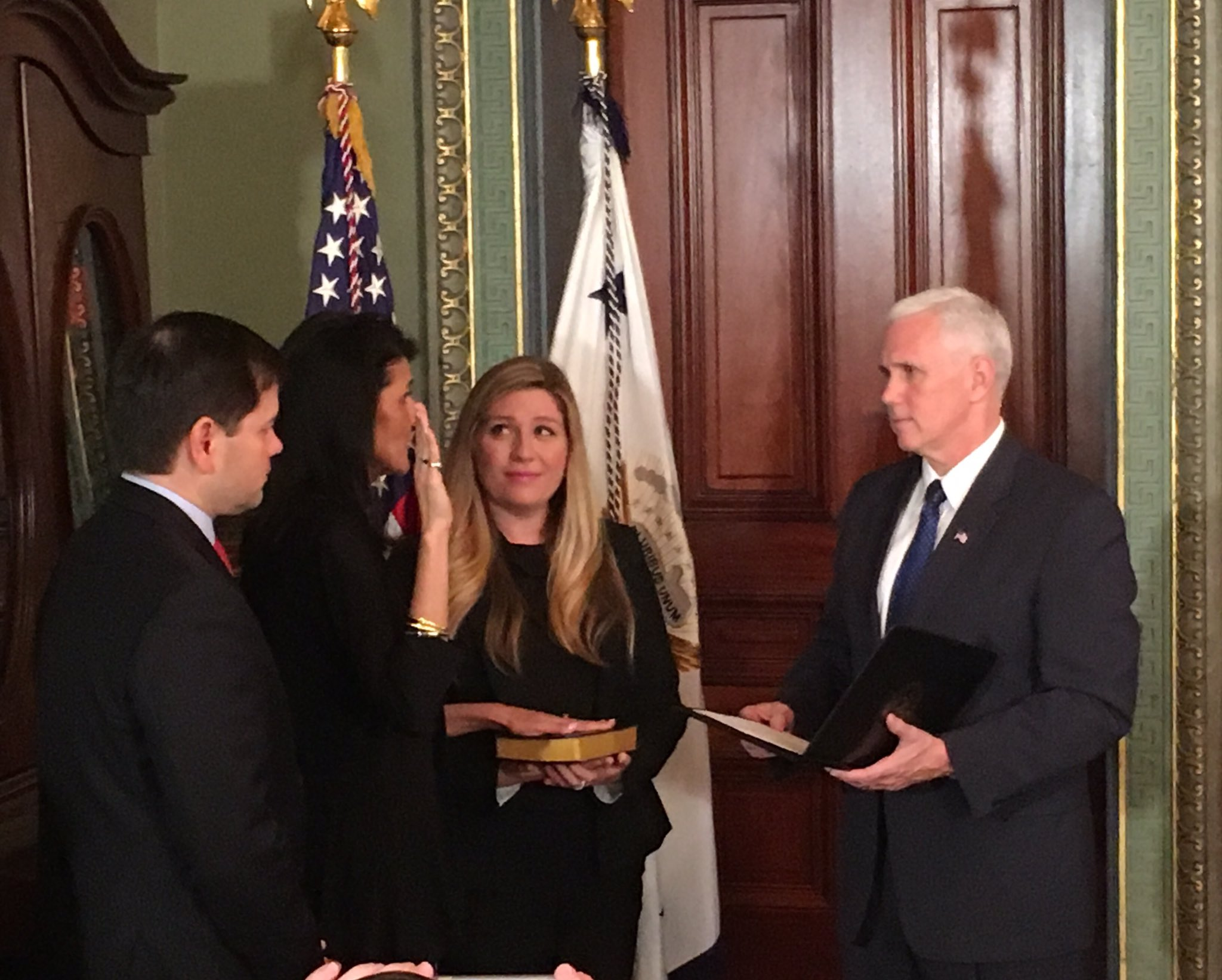
Гейлі склала приймає присягу перед віце-президентом Майком Пенсом 25 січня 2017 року, сенатор Марко Рубіо стоїть збоку

Гейлі була приведена до присяги віце-президентом Майком Пенсом 25 січня 2017 року. Вона зустрілася з генеральним секретарем ООН Антоніу Гутеррішем 27 січня 2017 року в штаб-квартирі ООН у Нью-Йорку. Вона замінила посла Саманту Пауер.

#### Перебування на посаді представника США в ООН
Визначальні аспекти перебування Гейлі на посаді посла США включають її незмінну активну підтримку Ізраїлю, її захист виходу США з ядерної угоди з Іраном у 2018 році адміністрацією Трампа та вихід Сполучених Штатів з Ради з прав людини Організації Об'єднаних Націй, цей крок було скасовано під час адміністрації Байдена, коли США знову приєдналися до Ради.
Вона захищала рішення адміністрації Трампа вийти з Паризької кліматичної угоди (яке пізніше було скасовано, коли адміністрація Байдена знову доєдналась до угоди). Як представник, Гейлі іноді робила заяви, що суперечили позиції адміністрації Трампа; вона оголосила, що США запровадять нові санкції проти Росії та режиму Башара Асада в Сирії, але нові санкції були заблоковані Білим домом.

##### Росія та Сирія
У 2017 році Гейлі заявила Раді Безпеки ООН, що санкції проти Росії за кримський конфлікт не будуть скасовані, доки Росія не поверне контроль над регіоном Україні. Пізніше того ж року Гейлі заявила, що США збережуть «сильні та жорсткі» санкції проти Росії через її дії в Україні.
30 березня 2017 року Гейлі заявила, що США більше не будуть зосереджуватися на тому, щоб змусити президента Сирії Башара Асада залишити владу. Це була зміна політики щодо початкової позиції колишнього президента Барака Обами щодо Асада. 5 квітня, виступаючи перед Радою Безпеки ООН через день після хімічної атаки в Хан-Шейхуні, Гейлі заявила, що Росія, Асад та Іран «не зацікавлені в мирі», і подібні атаки відбуватимуться й надалі, якщо нічого не буде зроблено у відповідь. Через день США випустили 59 крилатих ракет «Томагавк» у бік авіабази Шайрат у Сирії. Гейлі назвала удар «дуже виваженим кроком» і попередила, що США готові «зробити більше», незважаючи на сподівання, що цього не буде знадобиться.
12 квітня, після того, як Росія заблокувала проект резолюції, спрямованої на засудження хімічної атаки Хан-Шейхун, Гейлі розкритикувала Росію, сказавши: «Нам потрібно побачити, що Росія вирішила стати на бік цивілізованого світу замість уряду Асада, який жорстоко тероризує свій народ». 28 червня, виступаючи перед Комітетом із закордонних справ Палати представників Палати представників США, Гейлі приписала Трампу попередження Сирії про припинення чергової хімічної атаки: «Можу сказати, що завдяки діям президента ми не побачили інциденту».
У квітні 2017 року Гейлі виступила проти Рамзана Кадирова на тлі вбивств і переслідувань геїв у Чечні, яка входить до складу РФ. Вона сказала: «Ми продовжуємо бути стурбовані повідомленнями про викрадення, тортури та вбивства людей у Чечні через їхню сексуальну орієнтацію…це порушення прав людини не можна ігнорувати».

##### Іран

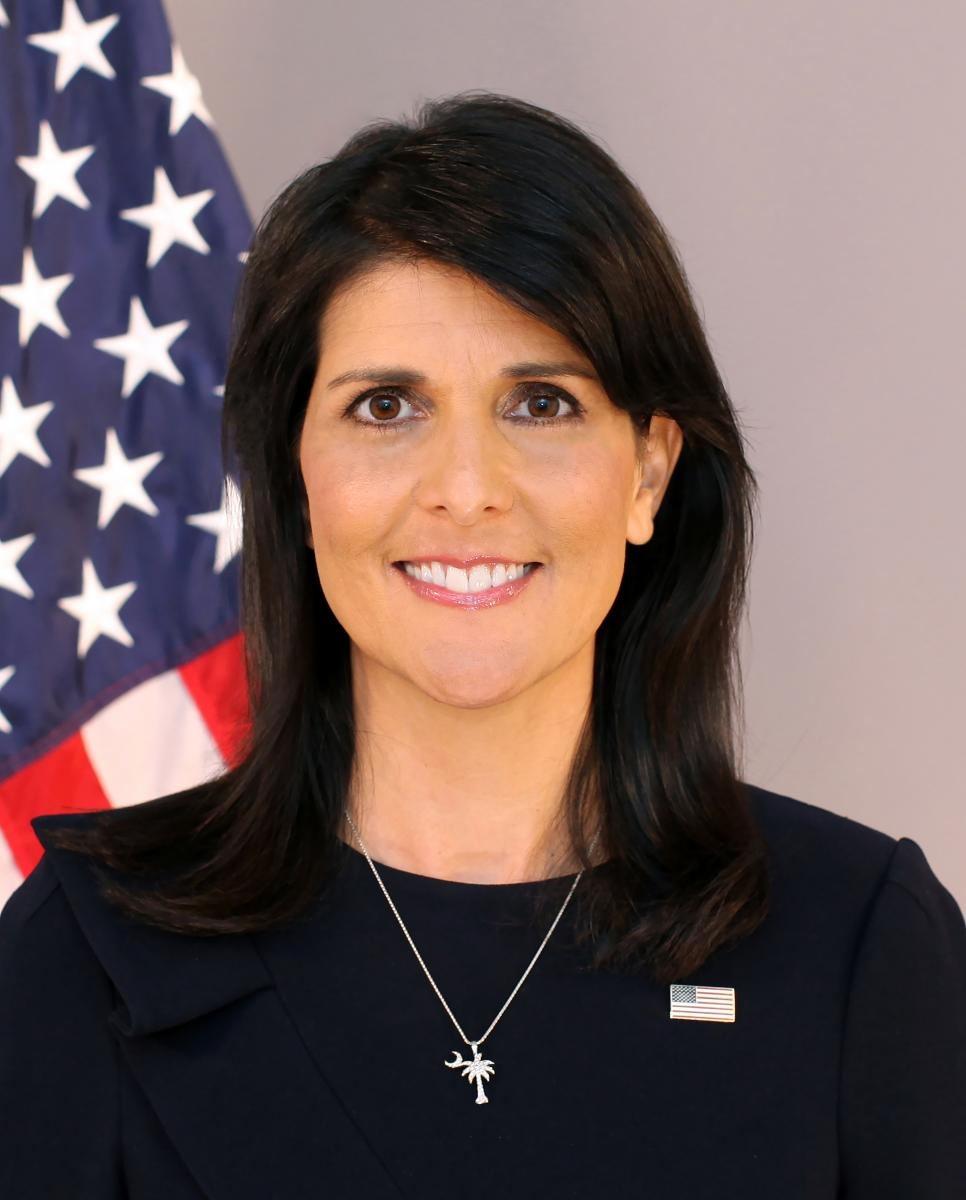
Офіційний портрет, вересень 2017

У квітні 2017 року, проводячи своє перше засідання як президент Ради Безпеки ООН, Гейлі звинуватила Іран і Хезболлу в «здійсненні терористичних актів» протягом десятиліть на Близькому Сході.
У вересні 2017 року Гейлі заявила, що «деякі країни», маючи на увазі, хоча й не називаючи, — Росію, захищали Іран, блокуючи Міжнародне агентство з атомної енергії від перевірки дотримання Іраном міжнародної ядерної угоди з Іраном. Гейлі сказала, що «схоже, що деякі країни намагаються захистити Іран від ще більших інспекцій. Без інспекцій угода з Іраном є порожньою обіцянкою».
Також у грудні 2017 року Гейлі звинуватила Іран у підтримці повстанців-хуситів у громадянській війні в Ємені, в якій хуси билися з урядом Хаді, який підтримувався Саудівською Аравією. Вона заявила, що «боротьба з іранською агресією — це всесвітня боротьба». Іранські офіційні особи відкинули звинувачення, заявивши, що вони «також прагнуть приховати воєнні злочини Саудівської Аравії в Ємені за співучасті США та відвернути увагу від агресивної війни проти єменців, яка зайшла в глухий кут». Іран порівняв презентацію Гейлі з презентацією тодішнього держсекретаря Коліна Пауелла перед вторгненням в Ірак у 2003 році. Гейлі також сказала, що «важко знайти конфлікт або терористичну групу на Близькому Сході, на якій не було б відбитків пальців Ірану».

##### Реакція на запропоновані обмеження мусульман
15 березня 2017 року Гейлі заявила, що не підтримає заборону на імміграцію мусульман до США, якщо президент Трамп вирішить її запровадити, але стверджувала, що пропозиція Трампа не є забороною для мусульман. Вона наполягала, що «ніколи не підтримає мусульманську заборону», сказавши, що «це було б не по-американськи» і «я не думаю, що ми повинні забороняти когось на основі їхньої релігії». Гейлі підтвердила цю позицію, стверджуючи, що Трамп сказав: «Давайте зробимо тимчасову паузу, і ви доведете мені, що з перевіркою все гаразд, що я можу довіряти цим людям, які працюють на благо американського народу».

##### Північна Корея
Гейлі казала, що військові США можуть бути розгорнуті у відповідь на будь-які подальші північнокорейські ракетні випробування або використання ядерних ракет, і що вона вважає, що Кім Чен Ин розуміє це через тиск як з боку США, так і Китаю. 14 травня 2017 року, після того, як Північна Корея провела випробування балістичної ракети, Гейлі сказала, що Кім перебував «у стані параної» після того, як відчув тиск з боку США. 2 червня 2017 року, після того, як Рада Безпеки ООН схвалила резолюцію, яка додає п'ятнадцять громадян Північної Кореї та чотири організації, пов'язані з ядерною та ракетною програмами Північної Кореї, до чорного списку санкцій, Гейлі сказала, що голосування Ради «сьогодні надсилає чітке повідомлення Північній Кореї: Припиніть стріляти балістичними ракетами або понесіть наслідки».
5 липня 2017 року під час засідання Ради Безпеки ООН у відповідь на запуск Північною Кореєю міжконтинентальної балістичної ракети Гейлі оголосила, що США протягом декількох днів «винесуть на розгляд Ради Безпеки резолюцію, яка посилить міжнародну реакцію пропорційно до нової ескалації від Північної Кореї». Наступного місяця Рада Безпеки ООН одноголосно схвалила санкції проти Північної Кореї, забороняючи експорт на суму понад 1 мільярд доларів. Гейлі заявила, що пакет санкцій є «найбільшим… з тих, що коли-небудь висувалися проти північнокорейського режиму».

##### Ізраїль та Палестина

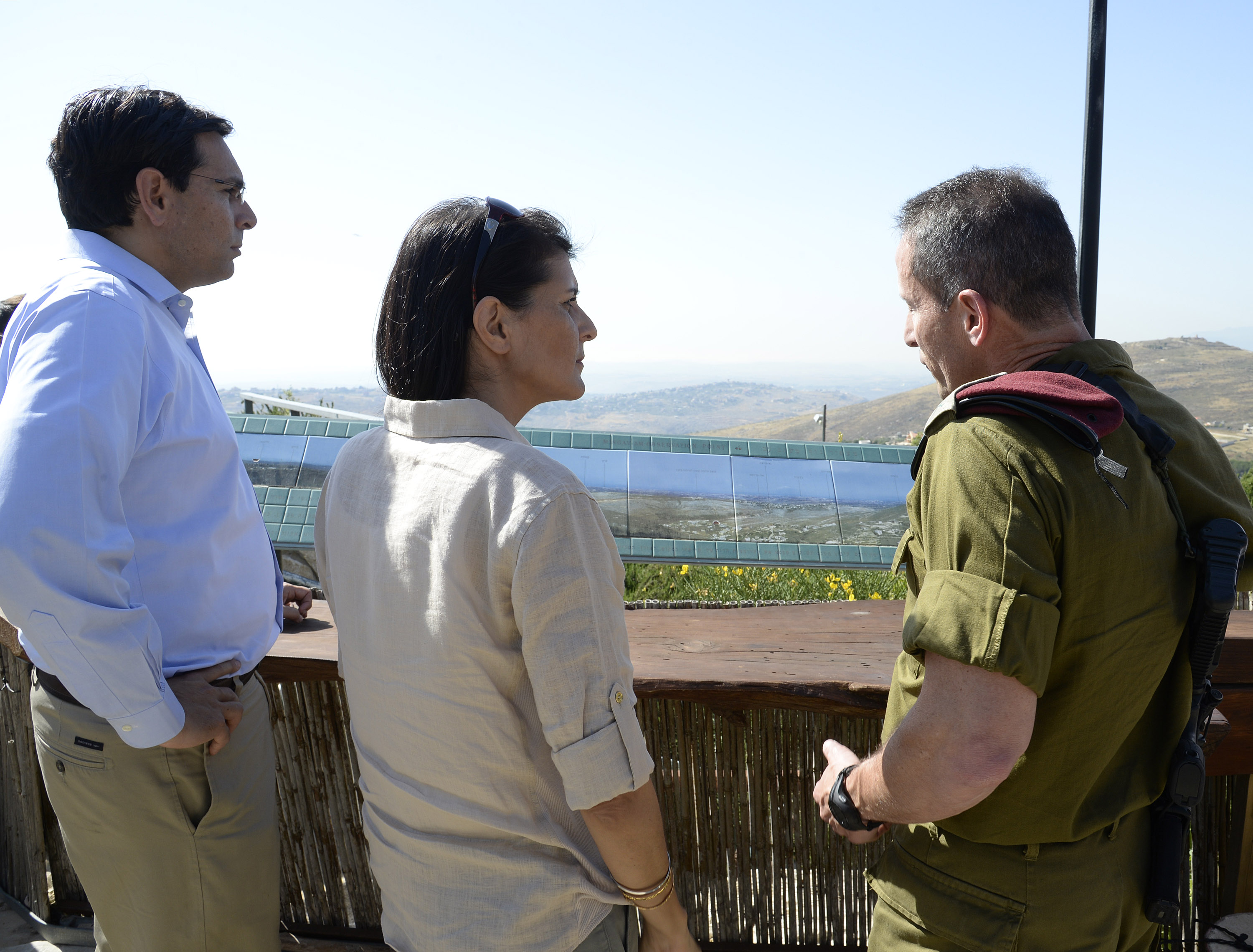
Гейлі на Голанських висотах

В інтерв'ю в травні 2017 року Гейлі висловила зацікавленість у перенесенні посольства США в Ізраїлі з Тель-Авіва до Єрусалима. Вона сказала, що ООН «знущалася над Ізраїлем протягом дуже тривалого часу» і пообіцяла, що США припинять таке поводження під час перебування в Єрусалимі. У відповідь на резолюцію ES-10/19 Генеральної Асамблеї від грудня 2017 року (створену Єгиптом резолюцію про анулювання будь-яких односторонніх рішень щодо статусу Єрусалиму та вимогу до країн «утриматися від створення дипломатичних місій у священному місті»), Гейлі попередила ООН членів, що вона буде «записувати назви» країн, які проголосували проти рішення Трампа визнати Єрусалим столицею Ізраїлю та перенести туди посольство США, написавши: «Коли ви розглядаєте свій голос, я закликаю вас, щоб ви знали, що президент та США сприймуть це голосування за особисте. Президент уважно спостерігатиме за цим голосуванням і попросив мене доповісти про тих, хто голосував проти нас».
За це рішення проголосували 128, проти — 9, утрималися — 35. Гейлі відвідала деякі країни, які проголосували «ні», наприклад Гватемала та Гондурас, і подякувала їм за підтримку на екстреній спеціальній сесії. США перенесли своє посольство в Єрусалим у 2018 році. У своїх пізніших мемуарах Гейлі сказала, що фракція в адміністрації Трампа на чолі з держсекретарем Рексом Тіллерсоном рішуче виступала проти рішення про перенесення посольства.
У 2017 році Гейлі заблокувала призначення палестинця Салама Файяда представником ООН у Лівії, заявивши, що «Сполучені Штати наразі не визнають палестинську державу та не підтримують сигнал, який це призначення надішле в рамках ООН». Однак того ж року — наступного дня після того, як Трамп припустив, що він, можливо, готовий до вирішення ізраїльсько-палестинського конфлікту за принципом однієї держави — Гейлі підтвердила, що політика США полягає в «абсолютній підтримці вирішення конфлікту за принципом двох держав».
У липні 2017 року, після того, як ЮНЕСКО проголосувала за визнання Старого міста Хеврона та Печери Патріархів палестинською територією, а також об'єктів Всесвітньої спадщини, що знаходяться під загрозою зникнення, Гейлі назвала цей вибір «трагічним на кількох рівнях» у заяві (Ізраїльсько-палестинський конфлікт в Хевроні).
У січні 2018 року вона підтримала рішення президента Трампа про припинення надання гуманітарної допомоги палестинцям через Агентство допомоги ООН і організації робіт (БАПОР).

##### Переслідування рохінджа в М'янмі
У вересні 2017 року Гейлі заявила, що її уряд «дуже стурбований» повідомленнями про звірства проти мусульман рохінджа в М'янмі. Гейлі розкритикувала громадського лідера М'янми Аун Сан Су Чжі за те, що вона виправдала ув'язнення двох журналістів Reuters (Ва Лоне та Кяв Со Оо), які писали про етнічні чистки та інші звірства, вчинені урядом.

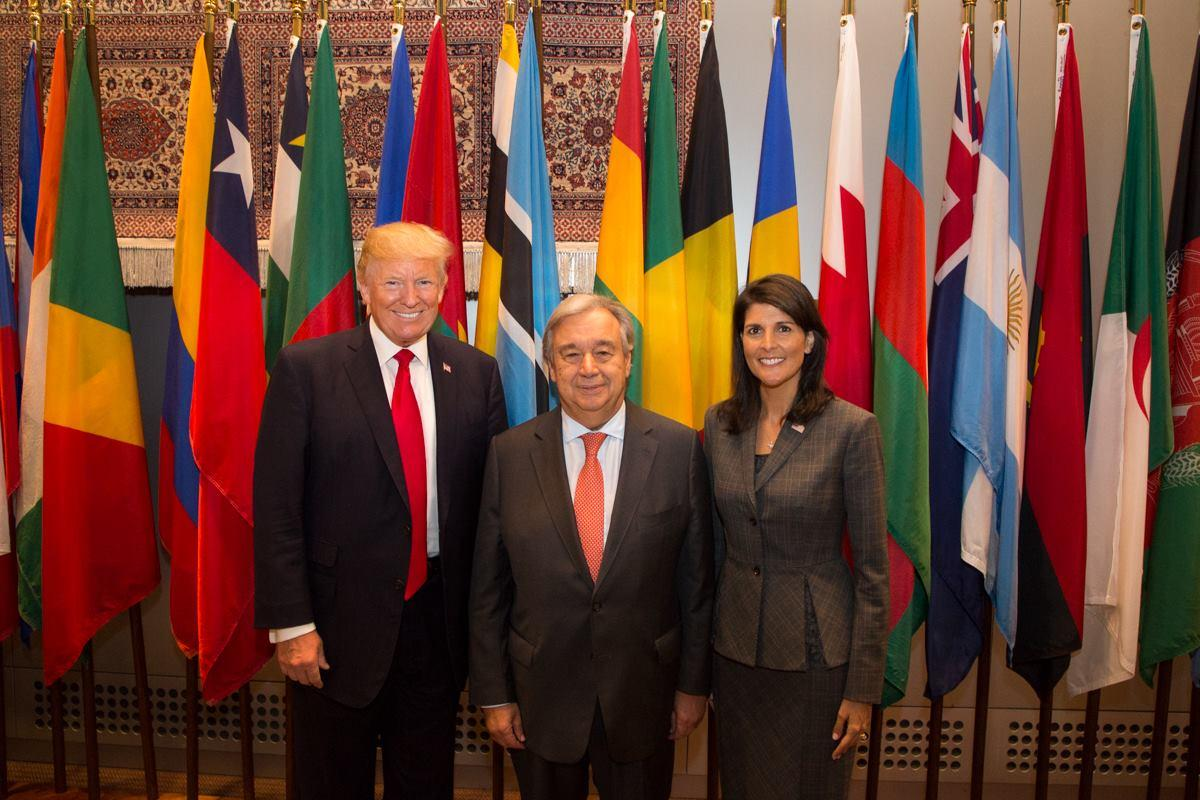
Гейлі разом із президентом Дональдом Трампом і генеральним секретарем ООН Антоніу Гутеррішем, жовтень 2017 року

##### Закон Хетча
У жовтні 2017 року федеральний офіс спеціального прокурора встановив, що Гейлі порушила федеральний закон Хетча в червні 2017 року, ретвітнувши підтримку Трампом Ральфа Нормана, кандидата від Республіканської партії в Конгрес від Південної Кароліни. Гейлі видалила ретвіт після того, як урядова спостережна група «Громадяни за відповідальність і етику» у Вашингтоні подала скаргу. Офіс спеціального прокурора оголосив догану листом, але не рекомендував вживати жодних подальших заходів щодо Гейлі. У листі спеціального прокурора Гейлі попереджено, що будь-яке майбутнє порушення може вважатися «навмисним і свідомим порушенням закону».

##### Постанова про смертну кару
У жовтні 2017 року США разом із 13 іншими країнами проголосували проти резолюції Ради з прав людини ООН, яка засуджувала застосування смертної кари, коли вона «застосовується довільно чи дискримінаційно», і зокрема засуджувала «введення смертної кари як санкції за певні форми поведінки, такі як віровідступництво, богохульство, подружня зрада та одностатеві стосунки за згодою». Прихильники прав ЛГБТК у США, включно з Human Rights Campaign, критично оцінили голосування. Після голосування речниця Державного департаменту заявила, що США проголосували проти резолюції «через ширшу стурбованість підходом резолюції щодо засудження смертної кари за будь-яких обставин», і заявила, що США «однозначно засуджують застосування смертної кари за гомосексуальність, богохульство, подружню зраду та віровідступництво. Ми не вважаємо таку поведінку кримінальною».

##### Коментування звинувачення Трампа в сексуальному насильстві
У грудні 2017 року Гейлі заявила, що жінок, які звинувачували президента Трампа в тому, що він торкався або обмацував їх без їхньої згоди, «треба почути, і з ними потрібно розібратися… І я думаю, що будь-яка жінка, яка відчувала, що її образили або відчувала погане поводження в будь-якому випадку, вони мають повне право говорити». На питання про те, чи були звинувачення «вирішеним питанням» в результаті виборів 2016 року, вона відповіла, що «це вирішуватиме народ. Я знаю, що він був обраний. Але, знаєте, жінки завжди повинні відчувати себе комфортно, коли вони виступають зі звинуваченнями. І ми всі повинні бути готові їх вислухати».

##### Вихід США з Ради з прав людини
19 червня 2018 року Гейлі та держсекретар США Майк Помпео оголосили, що США виходять з Ради ООН з прав людини, звинувативши раду в «лицемірстві та корисливості»; у минулому Гейлі звинувачувала її в «хронічній антиізраїльській упередженості». «Коли Рада з прав людини ставиться до Ізраїлю гірше, ніж до Північної Кореї, Ірану та Сирії, це сама Рада є нерозумною і негідною свого ім‘я. Настав час для країн, які знають краще, вимагати змін», — сказала тоді Гейлі, вказуючи на ухвалення Радою п'яти резолюцій із засудженням Ізраїлю.

##### Китай
У жовтні 2018 року Гейлі порушила питання про табори перевиховання в Китаї та порушення прав людини уйгурської мусульманської меншини. Вона сказала, що «щонайменше мільйон уйгурів та інших мусульманських меншин було ув'язнено в так званих „таборах перевиховання“ на заході Китаю», а затриманих «катують… змушують зректися своєї релігії та присягнути на вірність Комуністичній партії.

##### Відставка
9 жовтня 2018 року Гейлі пішла у відставку з поста Представника в ООН 31 грудня 2018 року. Про її відставку було оголошено наступного дня після того, як Трамп з'явився на політичному мітингу в Міссісіпі та висміяв Крістін Блейзі Форд, яка звинуватила кандидата Трампа у Верховний суд Бретта Кавано у сексуальному насильстві. Трамп похвалив Гейлі, заявивши, що вона „особлива для мене“ на зустрічі в Овальному кабінеті, де було оголошено про її відставку, підкресливши, що вона йде не через погані відносини. Він навіть порушив питання можливості того, що вона може повернутися до адміністрації пізніше „на іншій посаді“. Гейлі зобразила свій відхід як вчинок сумлінного державного службовця, сказавши: „Я вважаю, що ви повинні бути достатньо самовідданими, щоб знати, коли відступити в сторону і дозволити комусь іншому виконати цю роботу“. Ця новина шокувала дипломатів союзників та інших високопосадовців Білого дому. Келлі Крафт змінила Гейлі на цій посаді.

##### Теорії щодо відставки
Раптова відставка Гейлі приголомшила політичний світ, і серед потенційні причин було висунуто кілька теорій. Теорія, яку цитували багато політичних коментаторів, полягала в тому, що її „голос поміркованості“ не збігався з голосом новопризначених посадових осіб кабінету Трампа, таких як Джон Болтон і Майк Помпео. Гейлі мала більший вплив, ніж Рекс Тіллерсон, тодішній держсекретар, протягом першого року правління адміністрації Трампа, діючи майже як „тіньовий держсекретар“. Згідно з цією теорією, Гейлі пішла на власних умовах після того, як побачила, що її вплив зменшився після призначення Помпео держсекретарем.
Про відставку Гейлі було оголошено наступного дня після того, як антикорупційна наглядова група „Громадяни за відповідальність та етику“ у Вашингтоні (CREW) звинуватила Гейлі в тому, що вона прийняла сім розкішних приватних поїздок на літаку як подарунок від бізнес-лідерів Південної Кароліни. CREW був першим, хто розкрив цю історію після того, як звернувся до Генерального інспектора з проханням провести розслідування. Гейлі перерахувала ці сім рейсів як подарунки у фінансовій звітності за 2018 рік, стверджуючи, що вони не були порушенням етичних норм, оскільки вони були від особистих контактів. Представник CREW сказав, що у нього немає підстав вважати, що це пов'язано з її відставкою з посади посла, і що це було схоже на дії інших посадовців адміністрації Трампа. Інша теорія посилається на її дітей студентського віку, сімейні фінанси та намір взяти перерву, про що Гейлі повідомила Трампа за шість місяців до своєї відставки.

### Перерва після Організації об‘єднаних націй (2019—2022)
У 2019 році Гейлі створила нову групу захисту прав 501(c)(4) Stand for America. Stand for America не розкриває своїх донорів, але документ, отриманий згодом у пресі, показує, що він зібрав 71 мільйон доларів у 2019 році від кількох мільярдерів і відомих мега-донорів Республіканської партії, включаючи Пола Сінгера, Стенлі Дракенміллера, Шелдона та Міріам Адельсон, і Скотт Бессент. Команда Гейлі безуспішно вимагала від Politico не повідомляти про отриманий список донорів.
У лютому 2019 року Гейлі було висунуто до ради директорів Boeing, обраної на щорічних зборах акціонерів у квітні 2019 року. Раніше вона боролася проти об'єднання профспілок на заводі Boeing у Південній Кароліні в Північному Чарльстоні, де виробляють 787 Dreamliner. Вона підтримала пакет економічного розвитку 2009 року вартістю до 900 мільйонів доларів, щоб стимулювати Boeing перенести виробництво 787 Dreamliner до Північного Чарльстона, і, будучи губернатором, схвалила додаткові 120 мільйонів доларів для Boeing на його розширення. Станом на 2017 рік члени правління Boeing заробляли щонайменше 315 000 доларів США на рік.
У березні 2020 року Гейлі подала у відставку з ради директорів Boeing, заявивши, що вона не погоджується з рішенням компанії подати запит на федеральні кошти допомоги під час пандемії COVID-19. Після заборони польотів у 2024 році Boeing 737 Max-9 видання Lever повідомило, що Гейлі, перебуваючи в Boeing, допомогла знищити ініціативу, яка б змусила компанію „більш повно оприлюднити свої витрати, щоб вплинути на політиків і регуляторів безпеки“.
У березні 2019 року Ніккі Гейлі розкритикувала сенатора Берні Сандерса за порівняння витрат на охорону здоров'я у Фінляндії та США, сказавши: „Витрати на охорону здоров'я надто високі. Це правда. Але порівнювати нас із Фінляндією смішно. Запитайте їх, як там у них охорона здоров'я. Вам не сподобається їхня відповідь“.

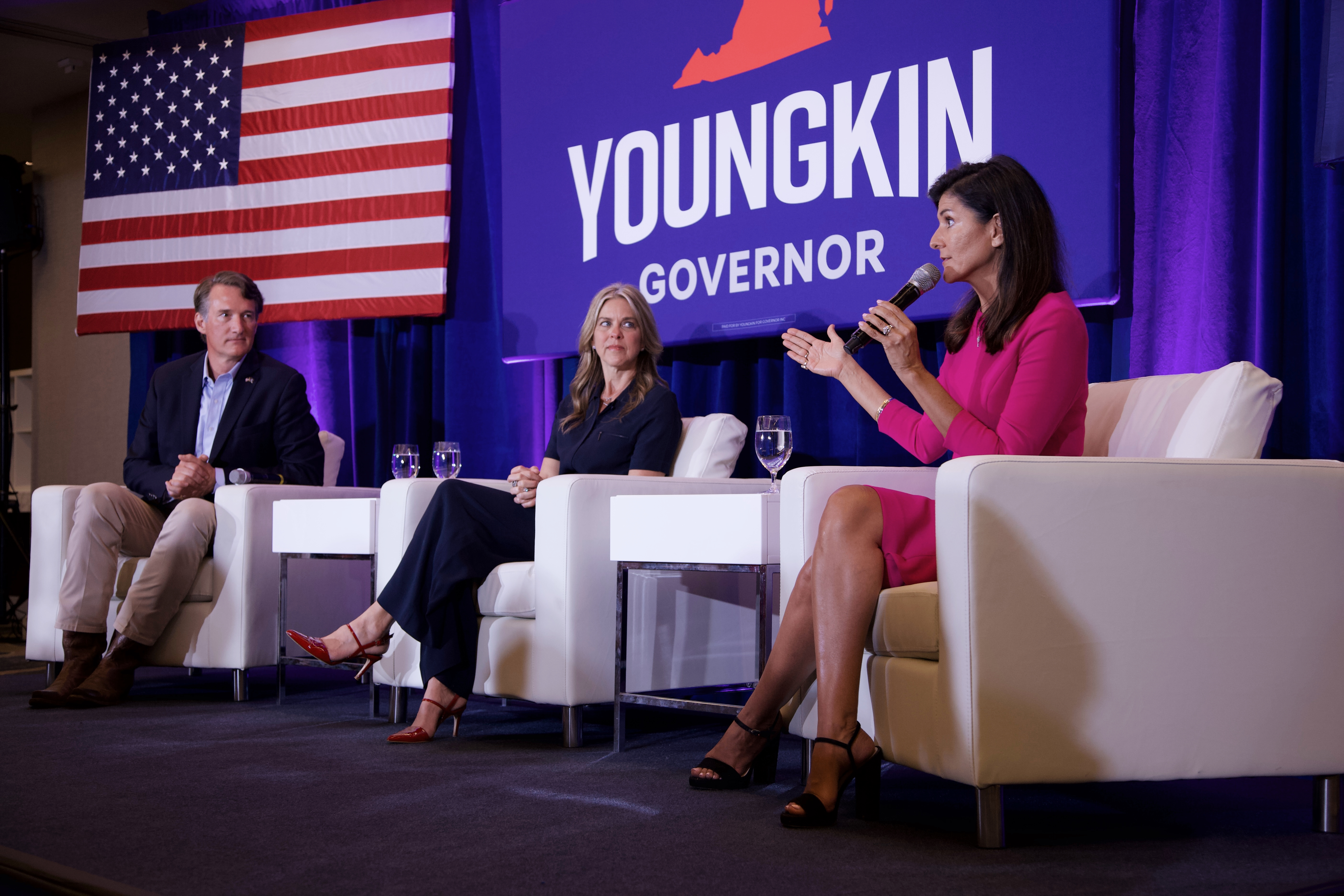
Гейлі підтримує губернаторську кампанію Глена Янгкіна у 2021 році.

У серпні 2019 року Трамп спростував чутки про те, що він намагався замінити віце-президента Майка Пенса на Гейлі як напарника на виборах президента США 2020 року.
У листопаді 2019 року Гейлі розкритикувала перший імпічмент Трампа. Порівнюючи це зі „смертною карою“ для державного службовця, вона додала: „Ви збираєтеся оголосити імпічмент президенту за те, що він попросив про послугу, якої не було, і дав гроші, і вони не були утримані?“.
Гейлі підтримала вбивство Трампом іранського генерала Касема Сулеймані в січні 2020 року. На Fox News і пізніше в твіті вона неправдиво заявила, що демократи „оплакують втрату Сулеймані“.
8 січня 2021 року Гейлі засудила суперечливе рішення Twitter відсторонити Трампа від своєї платформи після заворушень у Капітолії. У Twitter вона порівняла призупинення з китайською цензурою, написавши: „Примушення замовкнути людей, не кажучи вже про президента США, — це те, що відбувається в Китаї, а не в нашій країні. #Неймовірно“.»
На початку 2021 року Гейлі створила PAC для схвалення та підтримки кандидатів на проміжних виборах 2022 року. Вона найняла колишнього політичного директора NRSC Бетсі Енкні на посаду виконавчого директора.
У жовтні 2021 року Гейлі обрали замість Девіда Вілкінса на довічну посаду в Опікунській раді Клемсонського університету.

### Взаємодія з Дональдом Трампом
Під час президентських праймеріз 2016 року від Республіканської партії Гейлі підтримувала та агітувала за сенатора США Марко Рубіо від Флориди. Після того, як Рубіо вибув з виборів, вона підтримала Теда Круза.
У червні 2016 року, на річницю стрілянини в церкві Емануеля AME, Гейлі попередила, що риторика Трампа може призвести до насильницької трагедії. Вона отримала широке висвітлення в пресі за слова «благослови твоє серце» у відповідь на напад Трампа. Трамп зробив декілька нападок на неї в Twitter після того, як вона закликала його оприлюднити свої податкові дані. Під час виборів вона сказала:
Я не зупинюся, доки ми воюємо з людиною, яка вирішила не відмовлятися від ККК. Це не частина нашої партії. Це не той, кого ми хочемо на посаді президента. Ми не допустимо цього в нашій країні.
У жовтні 2016 року, визнаючи, що вона «не прихильниця» Трампа, Гейлі сказала, що проголосує за нього, і підтримала його як «найкращу людину з точки зору політики та роботи з такими речами, як Obamacare».

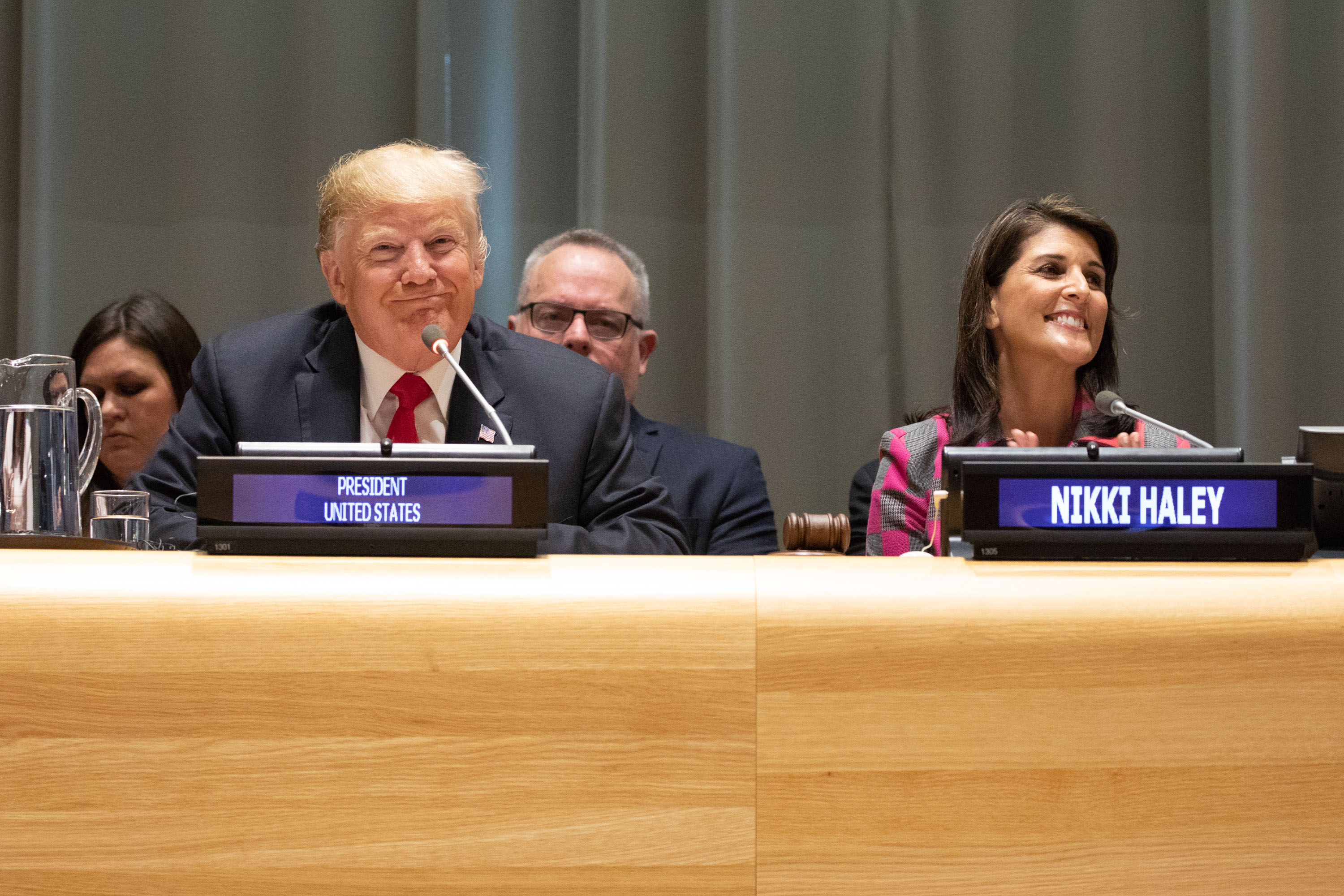
Дональд Трамп з Гейлі на Генеральній Асамблеї ООН, 2018 рік

Після відставки з посади посла в ООН у грудні 2018 року вона продовжувала підтримувати адміністрацію Трампа та називала Трампа «другом». Вона сказала, що «пишається успіхами адміністрації» і «не збирається вибачатися» за співпрацю з Трампом. Після програшу Трампа на виборах Джо Байдену вона сказала: «Я розумію президента. Я розумію, що він щиро, до глибини душі вірить, що його скривдили. Це не він вигадує».
Гейлі назвала дії Трампа навколо штурму Капітолія Сполучених Штатів у 2021 році «не найкращими», але виступила проти другого імпічменту Трампа, критикуючи демократів і журналістів у програмі Fox News The Ingraham Angle з Лорою Інгрем. У тому інтерв'ю 25 січня вона також сказала, що голосуватиме проти імпічменту: «Вони оголосять про імпічмент, але вони кажуть, що вони за єдність. Вони знущались з нього до того, як він прийшов на посаду. Вони знущаються з нього після того, як він залишить посаду. У якийсь момент, дайте людині відпочити. Я маю на увазі, рухайтеся далі».
В інтерв'ю від 12 січня 2021 року, опублікованому через місяць, коли тривав другий процес щодо імпічменту Трампа за звинуваченнями в підбурюванні до нападу 6 січня, Гейлі сказала: «Ми повинні визнати, що він підвів нас. Він пішов шляхом, яким не повинен був, і ми не повинні були слідувати за ним, і ми не повинні були його слухати. І ми не можемо допустити, щоб це коли-небудь повторилося». За даними Politico, у лютому 2021 року Гейлі звернулася до Трампа з проханням про зустріч у Мар-а-Лаго. Повідомляється, що Трамп відхилив прохання.
У лютому 2021 року на запитання, чи був Трамп другом, Гейлі відповіла: «Друг — це широкий термін». Вона критично оцінила роль Трампа під час штурму Капітолія Сполучених Штатів у 2021 році, сказавши, що вона була розгнівана тим, що Трамп не вжив жодних заходів, щоб захистити віце-президента Пенса, додавши: «Якщо я скажу вам, що я зла, це буде применшенням».
У коментарі, опублікованому в Wall Street Journal у лютому 2021 року, Гейлі написала: «Більшість основних політичних заходів містера Трампа були видатними та зробили Америку сильнішою, безпечнішою та процвітаючою. Багато його дій після виборів були неправильними і будуть суворо засуджені історією… Я з радістю захищатиму основну частину історії Трампа та його рішучість похитнути корумпований статус-кво у Вашингтоні».
Гейлі неодноразово заявляла, що підтримає Трампа в 2024 році, якщо він висунеться від Республіканської партії, навіть якщо його засудять за кримінальні звинувачення. Але вона висловила свою думку, що Трамп не може виграти загальні вибори; у вересні 2023 року на Face the Nation вона сказала, що «завжди» підтримуватиме кандидата від Республіканської партії, але додала: «Американський народ не збиратиметься голосувати за засудженого злочинця». Тим не менш, у березні 2024 року Гейлі натякнула, що вона може не підтримувати Трампа, заявивши, що вона більше не зобов'язана підтримувати можливого кандидата від Республіканської партії.

## Президентська кампанія (2023—2024)
14 лютого 2023 року Гейлі оголосила про свою участь у президентських виборах 2024 року. Вона є першою жінкою неєвропейського походження і п'ятою жінкою за всю історію — яка балотується на пост президента від Республіканської партії як основний кандидат.
У липні 2022 року Гейлі натякнула на потенційну участь у президентських виборах у Сполучених Штатах у 2024 році під час свого виступу на саміті «Християни об'єднані за Ізраїль» у Вашингтоні, округ Колумбія. Її рішуча позиція проти будь-якої потенційної ядерної угоди з Іраном викликала резонанс, оскільки вона заявила про свою готовність «розірвати» таку угоду в її перший день на посаді.
14 лютого 2023 року Гейлі офіційно оголосила про свою кандидатуру, ставши другим основним кандидатом, який увійшов до перегонів за висунення в президенти від Республіканської партії 2024 року після попереднього оголошення Трампа. Примітно, що раніше вона заявляла, що не балотуватиметься, якби Трамп також домагався висунення, що вказувало на складну динаміку всередині партії.
Кандидатура Гейлі стала історичним моментом, оскільки вона стала п'ятою жінкою та першою кольоровою жінкою, яка претендувала на висування в президенти від Республіканської партії. Незважаючи на те, що Гейлі вважалася серйозним претендентом на номінацію, вона зіткнулася з важкою боротьбою проти політичного важковаговика, яким був Трамп, а також із висхідною зіркою Роном ДеСантісом.
Під час своєї кампанії Гейлі заручилася підтримкою ключових фігур у партії, включаючи губернатора Нью-Гемпшира Кріса Сунуну, представників США — Ральфа Нормана та Вілла Херда, а також Сінді Вармбір, матері Отто Вармбіра. У листопаді 2023 року Гейлі отримала підтримку Americans for Prosperity Action, організації, пов'язаної з мережею Коха, що ще більше зміцнило її позиції в перегонах.
Однак, незважаючи на її зусилля та досягнення, Гейлі зіткнулася з невдачами під час праймеріз. На початку січня 2024 року CNN повідомила, що результати опитування Гейлі в Нью-Гемпширі були однозначними (32 % проти Трампа — 39 %), що вказує на значний рівень підтримки, але також підкреслює проблеми, з якими вона зіткнулася.
15 січня 2024 року Гейлі посіла третє місце на кокусах в Айові з 19 % голосів, поступившись Трампу з 51 % і ДеСантісу з 21 %. Примітно, що вона переважала Трампа на один голос в окрузі Джонсон, демонструючи осередки підтримки в штаті.
19 січня колишній кандидат у президенти та нинішній сенатор США Тім Скотт підтримав Трампа на посаді президента, викликавши коментарі щодо його рішення підтримати Трампа, а не Гейлі, яка призначила Скотта до Сенату в 2012 році.
Незважаючи на перемогу на праймеріз Республіканської партії округу Колумбія з 62 % голосів 3 березня 2024 року та на праймеріз Республіканської партії Вермонта з 50 % голосів 5 березня, Гейлі оголосила у своїй промові в Чарльстоні про призупинення своєї кампанії 6 березня 2024 року, на наступний день після Супервівторка, що означало зняття її кандидатури на пост президента.
Гейлі стала першою жінкою, що виграла виборчі перегони на первинних виборах Республіканської партії.

### Позиції та програма під час президентської кампанії

#### Соціальні питання
У лютому 2023 року Гейлі підтримала пропозицію сенатора Ліндсі Грема про встановлення загальнодержавної заборони на 15-тижневі аборти, за винятком випадків зґвалтування, інцесту, загрозі здоров'ю та життя матері, стверджуючи, що ця пропозиція мала шанс отримати «національний консенсус». У травні 2023 року вона пообіцяла підписати федеральну заборону абортів, не уточнюючи, скільки тижнів така заборона має охоплювати. Під час первинних дебатів у серпні 2023 року Гейлі відмовилася прямо сказати, чи підтримує вона федеральну заборону абортів. Вона підтримує сприяння доступу до контрацепції. Після постанови Верховного суду Алабами про те, що ембріони є дітьми відповідно до закону штату і, отже, клініки фертильності несуть відповідальність за ембріони, як якщо б вони були дітьми, Гейлі сказала, що погоджується з міркуваннями суду та що «ембріони для мене є немовлятами». Після негативної реакції на постанову суду Гейлі відмежувалася від своїх попередніх коментарів, сказавши, що вона погоджується з тим, що ембріон є «ненародженою дитиною», але не погоджується з впливом рішення суду штату Алабама на клініки лікування безпліддя".
У лютому 2023 року Гейлі заявила, що Закон Флориди про батьківські права на освіту, відомий як закон «Не кажи гей», який забороняє обговорення сексу та сексуальності, не достатньо всеохоплюючий. Вона запропонувала, щоб таку заборону — яку Флорида спочатку зробила ефективною до третього класу — було продовжено до сьомого класу, і щоб будь-які дискусії про секс і сексуальність вимагали згоди батьків. (У квітні 2023 року Флорида продовжила заборону до 12-го класу).
Гейлі сказала, що підтримує «свободу» щодо одностатевих шлюбів, але описала участь транс-жінок у жіночих видах спорту як загрозу здатності цисгендерних жінок змагатися в жіночих категоріях.
Гейлі була третім кандидатом після Трампа та Вівека Рамасвамі, що підписав плакат, розповсюджений Concerned Women for America, у якому говорилося, що «тільки жінки можуть бути вагітними та народжувати дітей». Плакат також закликав федеральні агентства «підтримувати» концепцію бінарного сексу «в кожній політиці та програмі», але не називав вагітність обов‘язковою умовою для жіноцтва.
Гейлі зустрілася з Кейтлін Дженнер в ООН у 2017 році, будучи Представником США, щоб обговорити «глобальні проблеми ЛГБТ». У 2021 році, коли крайньо правий коментатор у соцмережах висміяв її дружбу з транс-жінкою, Гейлі відповіла: «Кейтлін прийшла до мене в ООН, і я оцінила її консервативні погляди». Гейлі також розкритикувала актора Діна Кейна, який посміявся над публікацією, написавши у Твіттері: «Я не вважаю це смішним».
Гейлі запропонувала заборонити TikTok, посилаючись на зв'язки програми з китайським урядом. Її критики стверджують, що вона посилається на неправдиву статистику, щоб підтвердити свої твердження, а Рамасвамі сказав під час дебатів, що Гейлі «висміяла мене за те, що я фактично приєдналася до TikTok, тоді як її власна донька насправді користувалася додатком протягом тривалого часу».

#### Фіскальні питання
Щодо фіскальної політики, Гейлі зазначила, що вона готова зробити значні скорочення бюджету, включно з Medicare і Social Security. Вона закликала підвищити вік виходу на пенсію для майбутніх бенефіціарів соціального забезпечення та медичної допомоги (без визначення конкретного віку) і підтримує програми перевірки доходів. Вона розкритикувала як закон про допомогу внаслідок пандемії, прийнятий демократами в 2021 році, так і перший акт про допомогу внаслідок пандемії, прийнятий республіканцями та підписаний Трампом у березні 2020 року.

#### Трамп і ДеСантіс
Згадуючи період перебування Трампа на посаді, Гейлі сказала: «Ми не можемо мати чотири роки хаосу, вендети та драми». Вона додала: «Америці потрібен капітан, який буде підтримувати корабель, а не перекидати його», підкреслюючи, що вона підтримає союзників Америки, а не вихвалятиме таких диктаторів, як Володимир Путін і Кім Чен Ин.
Будучи кандидатом, Гейлі зайняла амбівалентну позицію щодо Трампа, непрямо критикуючи його (наприклад, закликаючи до «нового покоління» лідерства), але загалом уникаючи прямої критики на його адресу. У промовах та інтерв'ю вона намагалася звернутися як до республіканців-рейганівців, які домінували в партії в минулому, так і до республіканців-трампістів, які домінували в партії в 2020-х роках. Гейлі сказала, що «була б схильна» помилувати Трампа, якого звинуватили в різних кримінальних справах, заявивши, що це було б «добре для країни».
Вона засудила кримінальні звинувачення проти Трампа в Нью-Йорку, стверджуючи, що звинувачення було «політичним», але зайняла менш тверду позицію щодо звинувачення Трампа в зберіганні секретних документів, сказавши, що якщо «звинувачення правдиве…тоді президент Трамп був неймовірно безрозсудним щодо нашої національної безпеки», але також критикувала звинувачення як «такі, що перегинають палицю» та «такі, що схожі на вендету». Під час дебатів у серпні 2023 року вона сказала, що підтримає Трампа як кандидата від Республіканської партії, навіть якщо його засудять за злочини.
Трамп назвав Гейлі «пташиним мозком», критикуючи її на передвиборчому мітингу 2023 року за порушення обіцянки, яку вона дала йому, що не виступатиме проти його висунення в президенти від партії, якщо він балотуватиметься знову. Кампанія ДеСантіса розкритикувала її після того, як Рейд Гоффман, співзасновник LinkedIn, передав 250 000 доларів Stand for America, Super PAC Гейлі. ДеСантіс сказав, що вона була кандидатом від істеблішменту та ліберальною улюбленицею.

#### Навколишнє середовище та енергетика
Гейлі визнає, що зміна клімату спричинена діяльністю людини, але відкидає політику щодо зменшення викидів парникових газів. У разі обрання вона пообіцяла знову вийти з Паризької угоди, скасувати правила, що обмежують виробництво викопного палива та скоротити забруднення від електростанцій і транспортних засобів, а також скасувати субсидії на відновлювану енергію. Вона розкритикувала рішення адміністрації Байдена виділити кошти, виділені двопартійною інфраструктурною угодою, на створення національної мережі зарядки електромобілів.

#### Зовнішня політика
У лютому 2023 року в коментарі, опублікованому New York Post, Гейлі пообіцяла «урізати кожен цент іноземної допомоги для країн», які вона вважає «ворогами» Сполучених Штатів.
У грудні 2023 року Гейлі відкинула заклики до припинення вогню у війні Ізраїлю та ХАМАС у 2023 році, заявивши, що «найкращий спосіб врятувати людей у Газі — знищити ХАМАС». Вона закликала до більш жорсткого підходу до Ірану, сказавши: «Ви повинні завдати по ним потужного удару». Вона сказала, що палестинські біженці з Гази повинні бути прийняті країнами, які симпатизують ХАМАС, такими як Катар, Іран і Туреччина.
Гейлі зазнала критики за її агресивні зовнішньополітичні позиції, а також за її позицію щодо цензури та контролю над соціальними медіа та заклики до покласти край анонімним акаунтам у соціальних мережах.

#### Обмеження строку перебування на посадах
У лютому 2023 року Гейлі оголосила, що підтримує обмеження строку перебування в Конгресі та «обов'язкові тести на розумову компетентність для політиків старше 75 років», які отримали неоднозначні відгуки від американських сенаторів.

#### Профспілки
Гейлі виступає проти профспілок і називає себе «руйнівницею профспілок» Будучи губернатором, вона намагалася перешкодити працівникам заводу «Боїнг» у Південній Кароліні об'єднуватися в профспілки, пообіцявши «змусити профспілки добре зрозуміти, що вони не потрібні, небажані і не вітаються в штаті Південна Кароліна».

#### Громадянська війна в США і рабство
У ратуші в Берліні (штат Нью-Гемпшир), 27 грудня 2023 року Гейлі відповіла на запитання про причини громадянської війни в США: «Я думаю, що причиною Громадянської війни було, в основному, те, як уряд збирався працювати. Свободи і те, що люди могли і не могли робити». Після критики за те, що вона не згадала про рабство, Гейлі повторила свою позицію наступного дня, сказавши: «Звичайно, громадянська війна була про рабство». 16 січня 2024 року Гейлі заявила: «США ніколи не були расистською країною».

## Політика щодо України
У червні 2023 року вона критикувала Трампа та ДеСантіса за їхні позиції щодо російського вторгнення в Україну. Вона сказала, що Байден зробив недостатньо для України, але не уточнила, що б вона зробила інакше як президент.
4 червня 2023, відповідаючи на питання під час обговорення на каналі CNN, Гейлі заявила про підтримку України, зазначивши, що «ми не повинні стояти осторонь. Перемога України відповідає інтересам Сполучених Штатів Америки».
У листопаді 2023 року під час дебатів із Вівеком Рамасвамі, який виступив із антиукраїнськими заявами, Гейлі сказала: «Кажу вам, Путін і Сі пускають слину від думки, що хтось подібний може стати президентом». Вона згадала про загиблих українців внаслідок російського вторгнення та наголосила: США не повинні давати Києву готівку, але мають надати озброєння для перемоги.

## Сім'я
Ніккі Гейлі народилася і виросла в сикхській сім'ї. 6 вересня 1996 вона вийшла заміж за Майкла Гейлі. Були проведені церемонії і в методистській церкві, і в сикхській ґурдварі. Гейлі ідентифікує себе як християнку, але з поваги до культури своїх батьків буває присутня і на методистських, і на сикхських службах.
Майкл Гейлі є федеральним службовцем Міністерства Армії США і офіцером Національної гвардії Південної Кароліни. У пари є двоє дітей, Рена і Налін. Брат Гейлі, Мітті, був офіцером і прослужив в армії США 20 років.